# Paul Schommer
Pour les articles homonymes, voir Schommer.
Paul Schommer est un biathlète américain, né le 6 juin 1992 à  Appleton.

## Biographie
Durant sa jeunesse, il pratique la lutte, mais doit faire face à son anorexie, ainsi que le décès de son père dans un accident de voitiure. Il devient skieur lors de sa deuxième année au lycée, puis est initié au biathlon au sein de l'équipe de ski de St. Scholastica College.
Détecté dans un camp par l'équipe nationale en 2015, Schommer fait ses débuts internationaux en 2016 dans le cadre de l'IBU Cup.
Après deux deux top 30 en IBU Cup, il fait ses débuts et marque ses premiers points en Coupe du monde à Antholz-Anterselva (33e de l'individuel).
Après deux saisons sans réussite en termes de résultats, il s'illustre de nouveau en fin d'année 2019 en IBU Cup, où il monte sur son son premier podium à l'occasion du sprint d'Obertilliach. Il est ensuite de nouveau appelé en Coupe du monde et dispute de multiples étapes, ainsi que les Championnats du monde à Antholz, où il se classe notamment 48e de l'individuel et huitième du relais. En 2021, il marque un point au classement général de la Coupe du monde avec une 40e à la poursuite d'Hochfilzen.
22e d'entrée de saison 2021-2022 en Coupe du monde à Östersund, il obtient son premier top dix à ce niveau au mois de janvier à Antholz, avec le neuvième rang sur l'individuel, qui le place dixième au classement de la spécialité et lui donne le droit de disputer sa première mass-start dans l'élite. Il est ensuite sélectionné dans l'équipe américaine pour les Jeux olympiques 2022 de Pékin où il obtient notamment la 7e place en relais mixte et la 35e en individuel. Il termine la saison au 41e rang du classement général de la Coupe du monde.

## Palmarès

### Jeux olympiques d'hiver
| Épreuve / Édition          | Individuel | Sprint | Poursuite | Mass start | Relais | Relais mixte |
| Jeux olympiques 2022 Pékin | 35e        | 74e    | —         | —          | 13e    | 7e           |

Légende :
- - : non disputée par Schommer

### Championnats du monde
| Édition / Épreuve       | Individuel | Sprint | Poursuite | Mass start | Relais | Relais mixte | Relais mixte simple |
| ----------------------- | ---------- | ------ | --------- | ---------- | ------ | ------------ | ------------------- |
| Antholz-Anterselva 2020 | 48e        | 72e    | —         | —          | 8e     | —            | —                   |
| Pokljuka 2021           | 74e        | 72e    | —         | —          | 15e    | —            | —                   |

Légende :
- — : non disputée par Schommer

### Coupe du monde
- Meilleur classement général : 41e en 2022.
- Meilleur résultat individuel : 9e.

#### Classements en Coupe du monde
| Saison    | Classement général final | Individuel | Sprint | Poursuite | Mass start |
| 2016-2017 | 92e                      | 56e        | nc     |           |            |
| 2017-2018 | nc                       | nc         | nc     |           |            |
|           |                          |            |        |           |            |
| 2019-2020 | nc                       | nc         | nc     |           |            |
| 2020-2021 | 98e                      | nc         | nc     | 79e       |            |
| 2021-2022 | 41e                      | 10e        | 60e    | 69e       | 38e        |

### IBU Cup
- 1 podium.